# Fladen, Värmland
Fladen är en sjö i Arvika kommun i Värmland och ingår i Göta älvs huvudavrinningsområde. Sjön har en area på 0,09 kvadratkilometer och ligger 99,1 meter över havet. Sjön avvattnas av vattendraget Vaggeälven (Kivilampälven).

## Delavrinningsområde
Fladen ingår i det delavrinningsområde (664337-131616) som SMHI kallar för Inloppet i Bergsjön. Medelhöjden är 119 meter över havet och ytan är 1,05 kvadratkilometer. Räknas de 34 avrinningsområdena uppströms in blir den ackumulerade arean 810,22 kvadratkilometer. Vaggeälven (Kivilampälven) som avvattnar avrinningsområdet har biflödesordning 3, vilket innebär att vattnet flödar genom totalt 3 vattendrag innan det når havet efter 299 kilometer. Avrinningsområdet består mestadels av skog (73 procent). Avrinningsområdet har 0,1 kvadratkilometer vattenytor vilket ger det en sjöprocent på 9,4 procent.